# SuperSport Hrvatska nogometna liga 2022/2023
Prva hrvatska nogometna liga 2022/2023 (oficiálně nazvaná podle sponzora SuperSport Hrvatska nogometna liga) byla 32. ročníkem nejvyšší chorvatské fotbalové soutěže. Účastnilo se jí 10 klubů.

## Týmy
Následující týmy se zúčastnily sezony 2022/2023.

### Stadiony a lokace
| Dinamo Záhřeb         | Gorica | Hajduk Split | Istra 1961           |
| --------------------- | --- | --- | -------------------- |
| Stadion Maksimir      | Gradski stadion Velika Gorica                                                                                                | Stadion Poljud | Stadion Aldo Drosina |
| Kapacita: 24,851      | Kapacita: 5,000 | Kapacita: 33,987 | Kapacita: 9,800      |
|                       | | |                      |
| Lokomotiva            | Dinamo · Lokomotiva Gorica Hajduk Split Istra 1961 Osijek Rijeka Slaven Šibenik Varaždin Lokaoce týmů v sezoně HNL 2022/2023 | Dinamo · Lokomotiva Gorica Hajduk Split Istra 1961 Osijek Rijeka Slaven Šibenik Varaždin Lokaoce týmů v sezoně HNL 2022/2023 | Osijek               |
| Stadion Kranjčevićeva | Dinamo · Lokomotiva Gorica Hajduk Split Istra 1961 Osijek Rijeka Slaven Šibenik Varaždin Lokaoce týmů v sezoně HNL 2022/2023 | Dinamo · Lokomotiva Gorica Hajduk Split Istra 1961 Osijek Rijeka Slaven Šibenik Varaždin Lokaoce týmů v sezoně HNL 2022/2023 | Stadion Gradski vrt  |
| Kapacita: 5,350       | Dinamo · Lokomotiva Gorica Hajduk Split Istra 1961 Osijek Rijeka Slaven Šibenik Varaždin Lokaoce týmů v sezoně HNL 2022/2023 | Dinamo · Lokomotiva Gorica Hajduk Split Istra 1961 Osijek Rijeka Slaven Šibenik Varaždin Lokaoce týmů v sezoně HNL 2022/2023 | Kapacita: 18,856     |
|                       | Dinamo · Lokomotiva Gorica Hajduk Split Istra 1961 Osijek Rijeka Slaven Šibenik Varaždin Lokaoce týmů v sezoně HNL 2022/2023 | Dinamo · Lokomotiva Gorica Hajduk Split Istra 1961 Osijek Rijeka Slaven Šibenik Varaždin Lokaoce týmů v sezoně HNL 2022/2023 |                      |
| Rijeka                | Slaven Belupo | Šibenik | Varaždin             |
| Stadion Rujevica      | Stadion Ivan Kušek-Apaš | Stadion Šubićevac | Stadion Varteks      |
| Kapacita: 8,191       | Kapacita: 3,205 | Kapacita: 3,412 | Kapacita: 8,850      |
|                       | | |                      |

| Klub          | Město         | Stadión                 | Kapacita | Ref.   |
| ------------- | ------------- | ----------------------- | -------- | ------ |
| Dinamo Záhřeb | Záhřeb        | Maksimir                | 24,851   | [ 1 ]  |
| Gorica        | Velika Gorica | ŠRC Velka Gorica        | 5,200    | [ 2 ]  |
| Hajduk Split  | Split         | Poljud                  | 33,987   | [ 3 ]  |
| Istra 1961    | Pula          | Stadion Aldo Drosina    | 9,800    | [ 4 ]  |
| Lokomotiva    | Záhřeb        | Kranjčevićeva1          | 5,350    | [ 5 ]  |
| Osijek        | Osijek        | Gradski vrt             | 18,856   | [ 6 ]  |
| Rijeka        | Rijeka        | Rujevica                | 8,191    | [ 7 ]  |
| Slaven Belupo | Koprivnica    | Stadion Ivan Kušek-Apaš | 3,205    | [ 8 ]  |
| Šibenik       | Šibenik       | Šubićevac               | 3,412    | [ 9 ]  |
| Varaždin      | Varaždin      | Stadion Varteks         | 8,850    | [ 10 ] |

- 1 Lokomotiva odehrála domácí zápasy na Stadionu Kranjčevićeva. Stadion patří týmu NK Zagreb.

| Hodnota | Administrativní dělení Chorvatska | Počet týmů | Klub(y)                    |
| ------- | --------------------------------- | ---------- | -------------------------- |
| 1       | Záhřeb                            | 2          | Dinamo Záhřeb a Lokomotiva |
| 2       | Istria                            | 1          | Istra 1961                 |
| 2       | Koprivnicko-križevecká župa       | 1          | Slaven Belupo              |
| 2       | Osijecko-baranjská župa           | 1          | Osijek                     |
| 2       | Přímořsko-gorskokotarská župa     | 1          | Rijeka                     |
| 2       | Splitsko-dalmatská župa           | 1          | Hajduk Split               |
| 2       | Šibenicko-kninská župa            | 1          | Šibenik                    |
| 2       | Varaždinská župa                  | 1          | Varaždin                   |
| 2       | Záhřebská župa                    | 1          | Gorica                     |

### Trenéři a dresy
| Klub          | Trenér           | Kapitán            | Výrobce dresů | Sponzor                   |
| ------------- | ---------------- | ------------------ | ------------- | ------------------------- |
| Dinamo Záhřeb | Igor Bišćan      | Dominik Livaković  | Adidas        | PSK                       |
| Gorica        | Željko Sopić     | Aleksandar Jovičić | Alpas         | Admiral Bet               |
| Hajduk Split  | Ivan Leko        | Lovre Kalinić      | Macron        | Tommy                     |
| Istra 1961    | Gonzalo García   | Slavko Blagojević  | Kelme         | Germania                  |
| Lokomotiva    | Silvijo Čabraja  | Josip Pivarić      | Macron        | —                         |
| Osijek        | Stjepan Tomas    | Mihael Žaper       | 2Rule         | Mészáros és Mészáros Kft. |
| Rijeka        | Sergej Jakirović | Haris Vučkić       | Joma          | Sava Osiguranje           |
| Slaven Belupo | Zoran Zekić      | Tomislav Božić     | Jako          | Belupo                    |
| Šibenik       | Damir Canadi     | Mario Ćurić        | Macron        | —                         |
| Varaždin      | Mario Kovačević  | Igor Postonjski    | Legea         | Upchain                   |

## Tabulka
| Poř. | Tým               | Z  | V  | R  | P  | VG | OG | B  |
| ---- | ----------------- | -- | -- | -- | -- | -- | -- | -- |
| 1.   | Dinamo Záhřeb (C) | 36 | 24 | 9  | 3  | 81 | 28 | 81 |
| 2.   | Hajduk Split      | 36 | 21 | 8  | 7  | 65 | 41 | 71 |
| 3.   | Osijek            | 36 | 13 | 11 | 12 | 46 | 41 | 50 |
| 4.   | Rijeka            | 36 | 14 | 7  | 15 | 44 | 44 | 49 |
| 5.   | Istra 1961        | 36 | 11 | 13 | 12 | 36 | 38 | 46 |
| 6.   | Varaždin (N)      | 36 | 12 | 10 | 14 | 41 | 51 | 46 |
| 7.   | Lokomotiva Záhřeb | 36 | 11 | 10 | 15 | 45 | 50 | 43 |
| 8.   | Slaven Belupo     | 36 | 10 | 13 | 13 | 27 | 46 | 43 |
| 9.   | Gorica            | 36 | 7  | 11 | 18 | 36 | 50 | 32 |
| 10.  | Šibenik           | 36 | 5  | 12 | 19 | 24 | 56 | 27 |

Poznámky:
- Z = Odehrané zápasy; V = Vítězství; R = Remízy; P = Prohry; VG = Vstřelené góly; OG = Obdržené góly; B = Body
- (N) = nováček (předchozí sezónu hrál nižší soutěž a postoupil), (C) = obhájce titulu

|  | Postup do 1. předkola Ligy mistrů UEFA 2023/2024               |
|  | Postup do 3. předkola Evropské konferenční ligy UEFA 2023/2024 |
|  | Postup do 2. předkola Evropské konferenční ligy UEFA 2023/2024 |
|  | Sestup do druhé ligy                                           |

## Statistiky

### Góly
| Poř. | Hráč             | Tým           | Gól |
| ---- | ---------------- | ------------- | --- |
| 1    | Marko Livaja     | Hajduk Split  | 19  |
| 2    | Matija Frigan    | Rijeka        | 14  |
| 3    | Fran Brodić      | Varaždin      | 12  |
| 3    | Luka Ivanušec    | Dinamo Záhřeb | 12  |
| 3    | Ramón Miérez     | Osijek        | 12  |
| 6    | Ante Erceg       | Istra 1961    | 11  |
| 7    | Jan Mlakar       | Hajduk Split  | 10  |
| 7    | Bruno Petković   | Dinamo Záhřeb | 10  |
| 9    | Sandro Kulenović | Lokomotiva    | 9   |
| 10   | Monsef Bakrar    | Istra 1961    | 8   |
| 10   | Dion Drena Beljo | Osijek        | 8   |
| 10   | Mijo Caktaš      | Osijek        | 8   |
| 10   | Mislav Oršić     | Dinamo Záhřeb | 8   |